# Lyanna Stark
Lyanna Stark es un personaje ficticio de la saga Canción de hielo y fuego del escritor George R. R. Martin. Si bien el personaje ya se encuentra fallecido en los sucesos cronológicos de la obra, cobra especial importancia dentro de ésta.
En la obra, Lyanna Stark es la difunta hermana pequeña del personaje de Eddard Stark, quien vive atormentado por la promesa que le hizo en su lecho de muerte, cuyo contenido no ha sido revelado aún dentro de la saga de Martin. Donde sí hace aparición física el personaje es en la serie de HBO Juego de tronos, donde Lyanna es interpretada por dos actrices: Cordelia Hill en su niñez, y por Aisling Franciosi en su juventud.

## Concepción
Debido a que Lyanna Stark se haya fallecida en los sucesos de la obra, únicamente se conoce su personalidad y forma de ser a través de terceros, principalmente de su hermano Eddard Stark (también llamado Ned).
Ned describía a su hermana como una mujer alejada de los gustos por las labores tradicionales femeninas. En su lugar, gustaba de la esgrima y era una excepcional jinete. En Juego de tronos, Ned afirma que Lyanna compartía rasgos tanto en su personalidad como en su físico con Arya, afirmando que tanto ellas como su hermano mayor Brandon tenían la «sangre del lobo». En cuanto a su físico, Lyanna era descrita como una mujer hermosa, con los rasgos típicos de los Stark; el personaje de Kevan Lannister la define con una «belleza salvaje», aunque no se podía comparar a Cersei Lannister.

## Historia
Tal y como se revela en las crónicas de la obra de Martin, Lyanna Stark fue hija de Lord Rickard Stark, señor de Invernalia y Guardián del Norte. Lyanna fue la única hija de los cuatro hijos que tuvieron el matrimonio de Lord Stark y Lady Lyarra Stark.
El personaje de Eddard Stark declara que Lyanna era una mujer de gran carácter. Ned afirmó que no mostraba interés por las labores tradicionales femeninas, afirmando que era una experta jinete y gustaba de la esgrima. Mantenía también una relación cercana con su hermano pequeño Benjen Stark, quien solía ser su compañero de juegos y entrenamiento, además de objeto de sus bromas.
El padre de Lyanna, Lord Rickard, deseaba establecer alianzas con las Casas sureñas, de modo que pactó matrimonios para sus hijos con cónyuges de las Casas nobles del Sur. Brandon Stark, su primogénito y heredero, fue prometido a Catelyn Tully, la hija mayor del señor de Aguasdulces, a la vez que Lyanna era prometida a Robert Baratheon, el joven señor de Bastión de Tormentas y pupilo de Jon Arryn.
En algún momento no especificado en la saga, Lyanna y Robert se conocieron; Robert se enamoró a primera a vista de Lyanna, obnubilado por su carácter indómito y su belleza, a la que idealizaba. Lyanna, sin embargo, se mostraba más prudente y de actitud desconfiada, sobre todo por la fama de mujeriego que tenía Robert. Ned trató de convencerla de que Robert era un buen hombre y estaba enamorado de ella, pero Lyanna le replicó: «El amor es maravilloso mi querido Ned, pero nada puede cambiar la naturaleza de un hombre».

### Torneo de Harrenhal y Rebelión
Lyanna asistió con su familia al Torneo de Harrenhal que se celebró en el año 281 DC. Rhaegar Targaryen, Príncipe de Rocadragón y heredero del Trono de Hierro, se proclamó campeón; y, ante al asombro general, coronó como Reina del Amor y la Belleza a Lyanna, cuando todos esperaban que lo hiciera con su esposa Elia Martell. Aquel gesto ya provocó malestar en los Stark y en Robert. Y al año siguiente, Lyanna era «secuestrada» por Rhaegar.
Tras hacerse pública la noticia del secuestro, los acontecimientos se precipitaron: Brandon Stark, heredero de Invernalia, acudió a Desembarco del Rey a demandar justicia ante el rey Aerys, padre de Rhaegar. Aerys reaccionó acusándolo de traición y apresándolo. Después ordenó a Lord Rickard que acudiera a la corte para responder por los delitos de su hijo; y en cuanto este llegó, el rey loco ordenó que él y Brandon fueran ejecutados: Lord Rickard fue quemado con fuego valyrio, mientras que Brandon era estrangulado cuando trataba de salvar a su padre.
El secuestro de Lyanna y el asesinato de los Stark acabaron provocando que las Casas Baratheon, Stark, Arryn y Tully se levantaran en abierta rebelión contra el Trono de Hierro: sería el inicio de la conocida como Rebelión de Robert. Lyanna permaneció durante todo el conflicto en una pequeña fortaleza llamada Torre de la Alegría, situada en las Marcas de Dorne, custodiada por el príncipe Rhaegar y tres miembros de la Guardia Real.
En la Batalla del Tridente, los Targaryen fueron derrotados, y el príncipe Rhaegar moría a manos del propio Robert. Poco después, Desembarco del Rey caía en manos de los Lannister (que se habían sumado a la rebelión a última hora), y el rey Aerys era asesinado a manos de su propio guarda Jaime.
Inmediatamente Ned, ahora convertido en Señor de Invernalia, corrió hacia la frontera de Dorne en rescate de su hermana. Llegó a la torre y, tras un enfrentamiento entre sus hombres y la Guardia Real, entró en ella y se encontró a Lyanna tendida sobre un lecho de sangre y rosas azules. Con apenas fuerzas, Lyanna fue aún capaz de arrancarle una última promesa a su hermano Ned, para después fallecer. En los libros no se ha hecho público aún el contenido de tal promesa.
Su cadáver fue trasladado a Invernalia, y enterrado en las criptas donde reposan todos los Stark.

## Adaptación televisiva

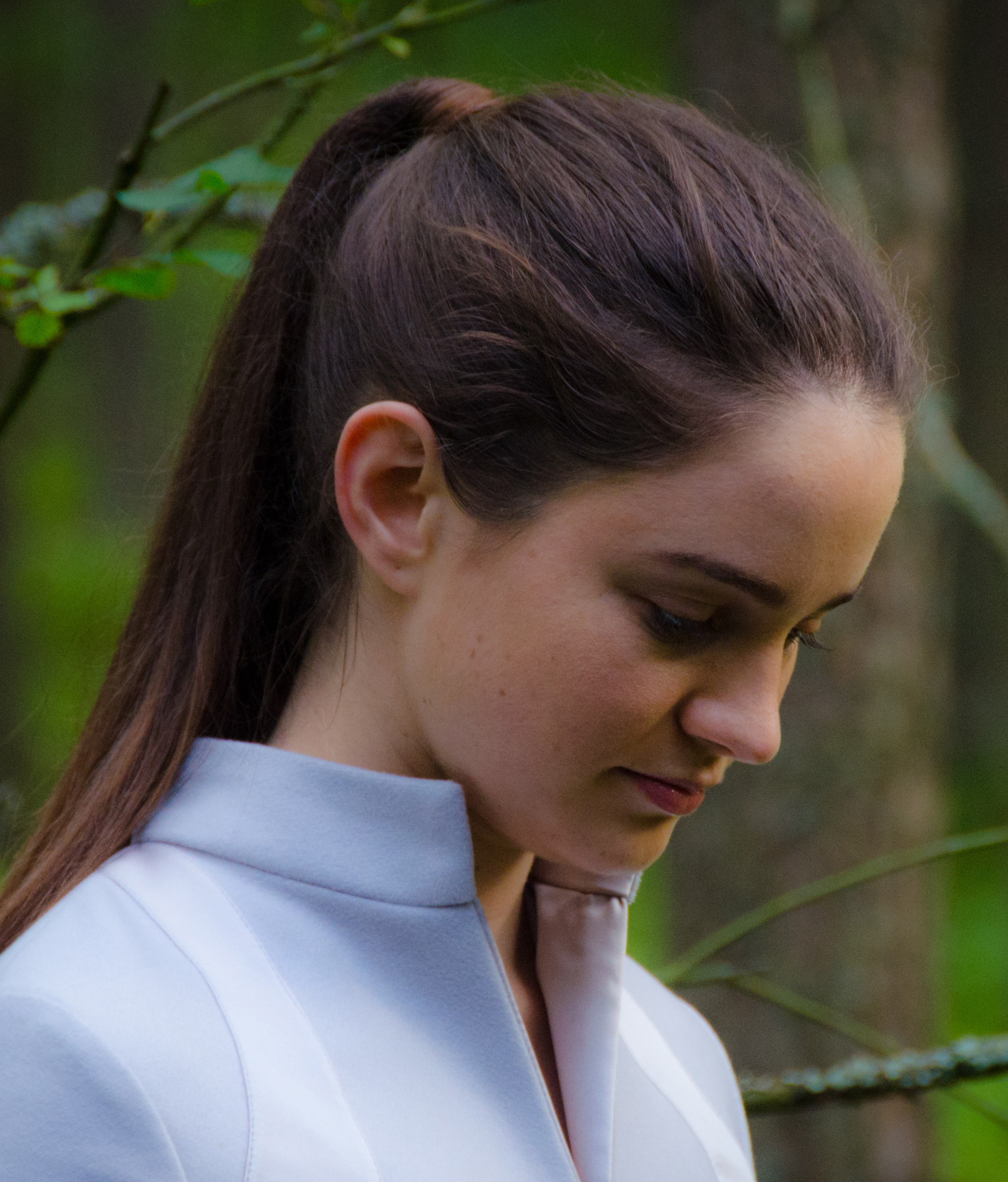
Aisling Franciosi interpreta a Lyanna en su juventud.

En la sexta temporada de la serie, el personaje de Lyanna hace su debut físico, siendo interpretada por dos actrices en dos períodos distintos de su vida. Por un lado, la actriz Cordelia Hill la interpreta en su niñez, en el episodio A casa; y a su vez Aisling Franciosi lo hace en su juventud, mientras se hallaba prisionera en la Torre de la Alegría.

### Sexta temporada
En su primera aparición, Lyanna aparece montando a caballo e interrumpiendo el entrenamiento que llevan a cabo los jóvenes Eddard Stark (Sebastian Croft) y Benjen Stark (Matteo Elezi). Ned se prepara para marcharse como pupilo al Nido de Águilas y Lyanna sugiere que sea Hodor quien le reemplace como tutor de Benjen.
En su segunda aparición, Lyanna se halla cautiva en la Torre de la Alegría. Un ya señor Ned Stark (Robert Aramayo) la encuentra tendida con síntomas de acabar de dar a luz. Lyanna apenas posee fuerzas y afirma que se está muriendo. Con sus últimas palabras, Lyanna le susurra a Ned unas palabras al oído y le pide que le prometa que cuidará de su hijo, creyendo que si Robert descubre la verdad, le hará daño; Ned contempla al recién nacido mientras se revela que es nada más y nada menos que el propio Jon Nieve (Kit Harington).

### Séptima temporada
En la séptima temporada se revela que Rhaegar Targaryen (Wilf Scolding) anuló su matrimonio con Elia Martell y después se casó con Lyanna en una ceremonia secreta en Dorne. También se descubre que Lyanna, antes de morir, le dice a Ned que el verdadero nombre de Jon es "Aegon Targaryen".